# Bavreichiya
Bavreichiya este o comună din departamentul Keurmacen, Regiunea Trarza, Mauritania, cu o populație de 500 locuitori.